# Меч Ґодрика Ґрифіндора

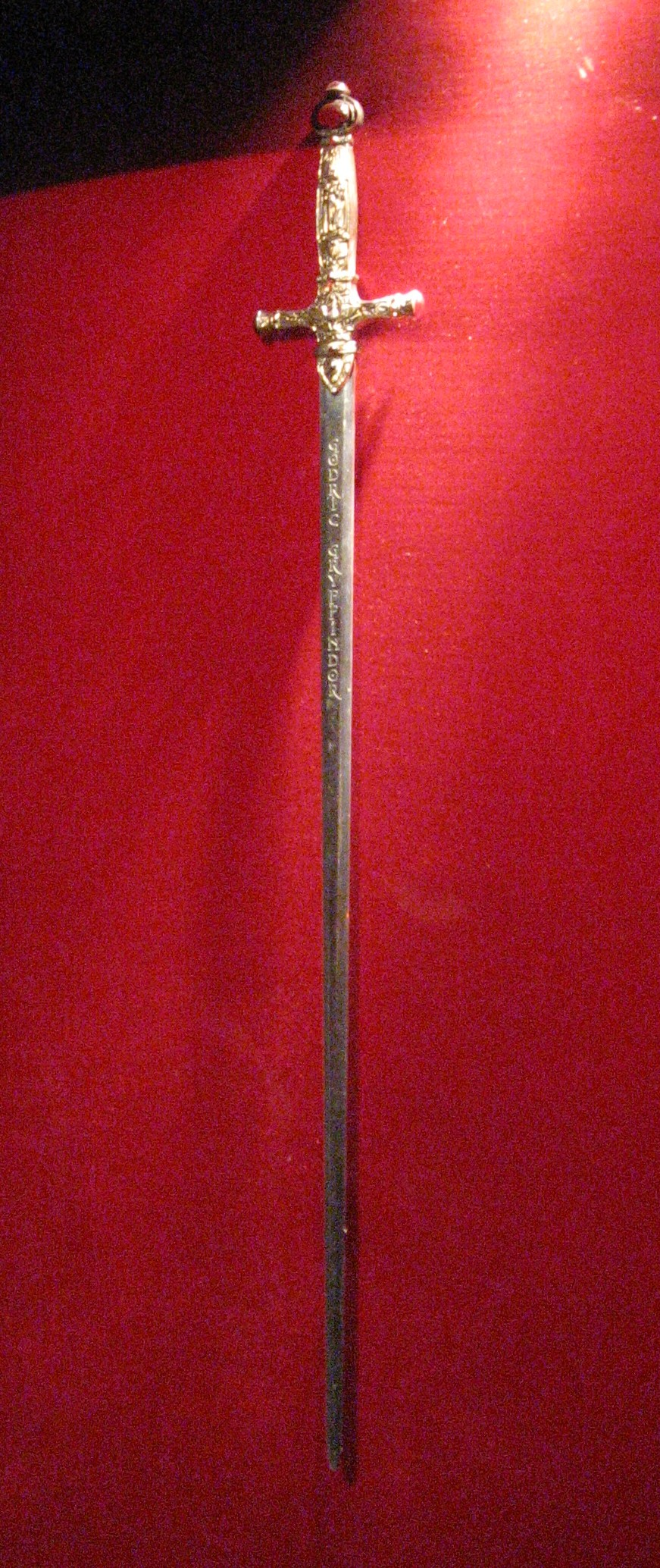

Меч Ґодрика Ґрифіндора — меч, який відіграє дуже важливу роль у серії книг про Гаррі Поттера. Завдяки цьому мечу було знищено велетенського василіска та змію Волдеморта — Наджіні, а також три горокракси. На цьому мечі є напис:
«Ґодрик Ґрифіндор»
Меч Ґодрика Ґрифіндора був довгий час захований у ще одній реліквії Ґрифіндора — Сортувальному капелюсі, з якого його міг дістати лише істинний ґрифіндорець.

## Гаррі Поттер і таємна кімната
Меч вперше з'являється в книзі «Гаррі Поттер і таємна кімната», де його приніс Поттерові Фоукс у Сортувальному капелюсі для того, щоб Гаррі ним вбив василіска. Пізніше директор магічної школи Албус Дамблдор пояснив Гаррі, що меч міг дістати з капелюха лише справжній ґрифіндорець, якому це було надзвичайно потрібно.
У наступних книгах меч Ґрифіндора з'являється лише як деталь кабінету професора Албуса Дамблдора.

## Гаррі Поттер і смертельні реліквії
В останній книзі меч відіграє дуже важливу роль у знищенні горокраксів. Гаррі отримує у спадок речі Дамблдора: золотий снич (перший м'ячик із квідичу, якого спіймав Гаррі) та меч Ґрифіндора, який був здатний знищувати горокракси через те, що в другій частині він був просочений отрутою василіска. Проте Міністерство конфіскує меч через його велику історичну цінність, пізніше Гаррі знаходить його на дні льодового озера, а Рон знищує ним медальйон Слизерина, один з горокраксів.
Пізніше Поттер, Рон і Герміона дізнаються, що у Ґрінґотсі зберігається підробка меча, яку Смертежери вважають за справжній меч. Коли друзі потрапляють в полон до банди смертежерів, їх відводять в дім до Мелфоїв, Белатриса Лестранж з жахом побачила у них цей меч та почала питати за допомогою тортур Герміону про знахідку, але друзям вдається набрехати Лестранж, що їхній меч підробка. На порятунок приходить Добі, який з'являється у підвалі та визволяє звідти друзів.
В обмін на меч Ґрифіндора гоблін Ґрипхук допомагає героям пограбувати Ґрінґотс. Під час пограбування він хапає меч та втікає.
Пізніше друзі дізналися, що перстень Ярволода, один з горокраксів, Дамблдор знищив саме мечем Ґрифіндора.
Останній горокракс, змію Наджіні, знищує мечем Невілл Лонґботом, якого він дістав з Сортувального капелюха.